# Herbert Grobe
Herbert Grobe (* 25. April 1909 in Limbach/Sa.; † 15. August 1931 ebenda) war ein deutsches SA- und SS-Mitglied, das nach bewaffneten Zusammenstößen mit politischen Gegnern an der Folge von Pistolenschüssen verstarb. Er wurde während des Nationalsozialismus als Blutzeuge der Bewegung verehrt.

## Leben
Herbert Grobe besuchte ab 1915 in Limbach die Volksschule, danach die Realschule in Chemnitz und anschließend die Oberrealschule in Altenburg. Danach absolvierte er eine dreijährige kaufmännische Ausbildung in der Textilfabrik seines Onkels in Oberfrohna. Nach einem Aufenthalt in den USA wurde Herbert Grobe kaufmännischer Angestellter im väterlichen Unternehmen.
1929 trat er in die NSDAP und SA ein und betätigte sich aktiv als politischer Werber für seine Partei. 1931 wechselte er zur SS in die Bezirksstadt Chemnitz. In jener Zeit kam es zu bewaffneten Zusammenstößen mit politischen Gegnern, so auch am 14. August 1931 in Limbach nach dem Ende einer emotionsgeladenen Stadtverordnetenversammlung. Im Zuge dieser Ereignisse wurden er und der SS-Angehörige Walter Müller auf dem Heimweg durch Pistolenschüsse lebensgefährlich getroffen. In der Nacht erlag der in das städtische Krankenhaus gebrachte Herbert Grobe seinen schweren Verletzungen.
Die polizeilichen Ermittlungen gingen von zwei Tätern aus. Ein Tatverdächtiger wurde festgenommen, jedoch mangels Beweisen wieder freigelassen. Zu einer zweiten Verhaftungswelle kam es im März 1933 nach der nationalsozialistischen Machtergreifung, bei der Geständnisse der Täter erpresst wurden.

## Ehrungen
In der Zeit des Nationalsozialismus wurde Herbert Grobe im Zentrum von Limbach auf dem Platz der nationalen Erhebung vor der Stadtkirche ein monumentales Denkmal errichtet, das an der Vorderfront einen Ausspruch von Adolf Hitler über Herbert Grobe trug.
Am 26. Juni 1937 wurde im Ortsteil Limbach aus Anlass des 25-jährigen Bestehens der dortigen Schule eine hölzerne Gedenktafel für die zehn im Ersten Weltkrieg gefallenen Lehrer und Schüler enthüllt. Teil dieses Gefallenendenkmals war auch ein Banner zum Gedenken an Herbert Grobe.
Ferner wurde in Limbach/Sa. die Hohensteiner Straße, in der sich das Elternhaus von Herbert Grobe befand, nach ihm benannt.
Denkmal und Gedenktafel wurden kurze Zeit nach Ende des Zweiten Weltkrieges 1945 entfernt und die Herbert-Grobe-Straße wieder in Hohensteiner Straße zurückbenannt.